# شاگری کوچه
شاگری کوچه (انگلیسی: Shagari Alleyne؛ زادهٔ ۱۴ ژانویهٔ ۱۹۸۴) بازیکن بسکتبال اهل ایالات متحده آمریکا است.
از باشگاه‌هایی که در آن بازی کرده‌است می‌توان به کنتاکی وایلدکتز و هارلم گلوبتراترز اشاره کرد.